# Erik J. Bergström
Erik J. Bergström (Erik Johannes Bergström) född 25 juni 1930 i Svegs församling i Jämtlands län, är en svensk kulturpersonlighet.
Bergström  blev skogsarbetare vid 13 år, och därefter var han brevbärare från 16 års ålder under 45 år. Han är bosatt i Östersund och skriver om kulturhistoria i Härjedalen och Jämtland. 
Bergström gifte sig 1980 med Elsa Hilden Tängman (1930–1998).

## Utmärkelser
- Carl Zetterström-medaljen 2000[4]
- Johan Nordlander-sällskapets kulturpris 2010[5]